# Night Skies

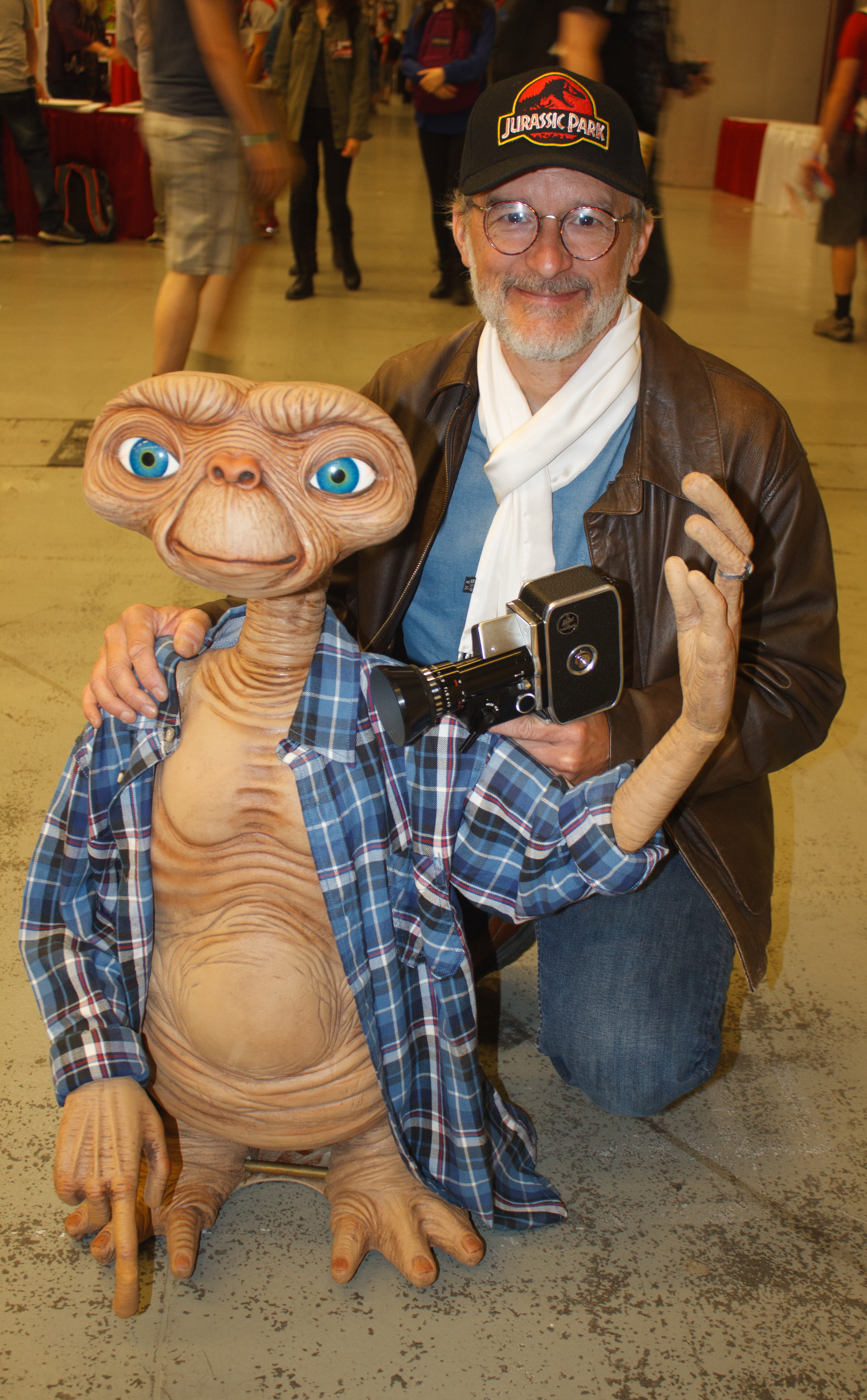
Night skies

Night skies fue el nombre de una película de terror y ciencia ficción tipo home invasion no producida por Steven Spielberg y escrita por John Sayles a finales de la década de 1970, que surgió como una idea secundaria y sucesora espiritual de Encuentros cercanos del tercer tipo. El guion de está película y el material realizado sirvieron de inspiración para los argumentos Poltergeist y ET el extraterrestre. Nigh Skies está incluida en el libro Las mejores películas que nunca verás de Simon Braund, debido a que en aquel tiempo era inusual fusionar el terror con la ciencia ficción.

## Origen
La idea de Night Skies surgió como una especie de secuela de Encuentros cercanos del tercer tipo, en 1978 después de gozar el gran éxito taquillero lleno de críticas elogiables, Columbia Pictures exigía una secuela a Steven Spielberg, pero este no quería una secuela pero tampoco quería que realizarán una sin el, pero le prometió al estudio "una película novedosa de extraterrestres y ovnis, siempre y cuando él solo la produjera", pero que se pondría a trabajar en ella al terminar de realizar su película 1941.
En ese mismo año, el proyecto inicial fue nombrado como Watch the Skies y sería una película de terror que le daría seguimiento a Encuentros cercanos del tercer tipo y tenía como inspiración la historia local del encuentro Kelly-Hopkinsville, donde una familia de Kentucky presenció que su granja estaba siendo aterrorizada por extraterrestres luminosos parecidos a unos duendecillos, de la cual Spielberg había escuchado esta historia con el ufólogo J. Allen Hynek mientras investigaba sobre avistamientos de ovnis para Encuentros Cercanos del tercer tipo en 1976.

## El guion y la historia
En 1980, Steven Spielber fue contactado con un joven y experimentado John Sayles, de la cual Spielber había amado y elogiado su trabajo en Piranha (1978), consideró que el era el adecuado para estructurar el guion, por lo que John Sayles escribió la historia titulada como Night Skies de la cual convenció por completo a Spielberg, además de que Watch the skies era el eslogan de la película de Christian Nyby la Cosa del Otro Mundo, por lo que Steven Spielberg solo la produciría y este contacto a Tobe Hopper para la dirección de Night Skies, pero este no estaba muy interesado en el proyecto pero quería trabajar con Steven Spielberg, ya que empezarían a rodar después de que Spielberg regresará de Túnez una vez terminado el rodaje de Raiders of the Lost Ark, al mismo tiempo Spielberg contrato a Rick Baker (quien en ese momento estaba trabajando en Un Hombre Lobo americano en Londres) para el diseño de los extraterrestres, ya que con la ayuda de John Sayles se empezó a estructurar el guion y la creación de personajes (a los cuales denomino a los cinco extraterrestres como ETs), también fue contratado Ron Cobb para trabajar en los bocetos y en el guion gráfico. La película nos contaría la historia de cinco integrantes de una familia rural disfuncional de Estados Unidos son testigos de misteriosas muertes de varias vacas y pollos de sus vecinos, tienen un espeluznante encuentro con cinco extraterrestres causantes de la masacre de los animales, el argumento se centraría en la amistad de Jaybird, el niño autista de la familia y Buddy, el único extraterrestre bueno del grupo.

## Argumento
En una comunidad rural de los Estados Unidos hay un preocupante misterio que gira en torno a un "extraño animal" que mutila al ganado de los vecinos durante las noches que empezaron a surgir cuando los vecinos avistaron inusuales luces en los cielos, más constantes fallos de energía y reportes de objetos de la casa acomodados en un orden específico. 
Una familia disfuncional de granjeros dentro de esa comunidad compuesta por Ed, un padre inseguro con crisis existencial que está obsesionado con el misterioso animal que asesina al ganado, su esposa fanática religiosa Ruth junto con sus tres hijos: Watt el hijo mayor de veinte años que anhela unirse al ejército de los Estados Unidos, Tess, la hija adolescente aspirante a pianista que al presenciar la desunión familiar tuvo que rechazar una beca para cuidar al pequeño y olvidado Jaybird, el niño autista de la familia que se comunica mediante figuras dibujadas y finalmente la abuela, la madre de Ed. 
Durante una charla familiar que termina en discusión, Ed dice que las muertes del ganado son por parte una conspiración del gobierno que los obligará a irse del pueblo para vivir bajo el consumismo urbano, Ruth piensa que es parte de un castigo divino por los pecados del mundo, pero Watt relaciona los extraños avistamientos más los fallos de energía y sugiere que fueron habitantes de otro planeta que son los responsables de la masacre de animales. Después de la discusión, Watt sale de su casa para dar un paseo con su automóvil, nota que es perseguido por "una extraña nube" cuando su auto se detiene repentinamente por lo que es obligado a regresar a su casa a pie, al mismo tiempo Tess, su novio y el sheriff de la comunidad notan como unas extrañas luces que emanan del cadáver de una res por lo que deciden huir. 
De vuelta a la casa de la familia, Jaybird desde su ventana observa unas luces muy cerca de su casa, Tess y Watt regresan sin tomar importancia a lo que vivieron se sientan a cenar. Durante la cena, la energía empieza a fallar y los objetos de la casa empiezan a levitar, al punto de que las puertas y las ventanas abren y cierran descontroladamente, es cuando los extraterrestres con dedos retráctiles hacen su presencia, liderados por Scar, el malvado líder del grupo que a diferencia de los demás, su dedo es luminoso capaz de quitar vida con el simple contacto, junto a sus dos ayudantes Klud el sanguinario y diabólico, Hoodoo el siniestro que ama matar, Squirt el bufón y Buddy, tierno y bondadoso que se esconde en el cuarto de Jaybird, mientras los otros cuatro están asesinando a los animales del establo de la familia. Jaybird se va asustado a su habitación mientras que la familia se arrincona detrás de Ed, quien saca su escopeta, al observar que Scar, Klud y Hoodoo entran a la casa, Ed les dispara pero estos parecen inmunes a los tiros. Mientras tanto, Jaybird nota la presencia de Buddy, quien empieza a comunicarse con Jaybird dibujándole un mapa con estrellas y símbolos desconocidos, Tess al notar que Jaybird no esta en su cuarto se va a buscarlo a su cuarto pero se aterroriza al ver a Buddy quien huye por la ventana, al igual que los extraterrestres se esconden cuando escuchan al sheriff que llega con su patrulla. Este menciona que llegó porque escuchó los disparos y vio a los animales muertos, por lo tanto, Ed le dice al Sheriff todo lo que vio pero le dice que por favor no se lo diga a nadie por seguridad por lo que este se va. 
Tess y Ruth cuidan de Jaybird, ordenando y componiendo los muebles de la casa, Ed y Watt van a componer la luz de la casa, mientras los cuatro malvados alienígenas están espiando a la familia, la abuela va a la cocina para terminar de calentar la cena y encuentra a Squirt quien ataca a la abuela, al mismo tiempo Ed y Watt van a ver a los animales del establo pero son sorprendidos por Scar y Klud, quienes telequineticamente manipulan el cadáver de un caballo, Scar aprovecha para entrar a la casa para atemorizar a Tess y Jaybird, la familia que está rodeada y sometida por los poderes de los extraterrestres es incapaz de luchar debido a que Hoodoo activó telepáticamente el tractor, destruyendo una pared de la casa, pero Jaybird es atraído por unas extrañas luces similares a las que aparecían en la vista de su ventana al patio y es capturado por Scar, dejándolo en un estado de trance con el objetivo de experimentar con él pero Buddy llega y ataca a Scar, originando una pelea entre ambos extraterrestres. Por lo que Tess, al observar este hecho toca el piano con su melodía favorita para que regrese de su estado de shock. Cuando todo parece perdido, una nave en forma de platillo volador aterriza justo en el momento en el que Jaybird se libera, en esta nave emergen un alienígena de forma alargada que se encarga de ahuyentar a Scar y sus seguidores, incluido Buddy. La familia es rescatada y el extraterrestre toca la cabeza de Jaybird, que por medio de él empieza a comunicarse, diciéndoles que "existen muchas razas en el universo, hay unas que piensan que tienen el derecho de tomar de otros mundos lo que no les pertenece y otras que se dedican a detenerlos y dar prosperidad a los necesitados" y este ser le promete a la familia que no volverán a vivir estos horrores pero necesitan mantenerse unidos siempre. Antes de irse, el extraterrestre le otorga a Jaybird la habilidad de hablar de la cual, las primeras palabras del niño es decirle a su familia que los ama.
En la mañana siguiente, la familia se ve más unida reconstruyendo su casa y a Ed más unido con Jaybird, más Watt más unido con su padre y a Ruth muy positiva, tratando de reconstruir sus vidas. Al final, hay un herido y triste Buddy abandonado en un bosque por sus propios compañeros, un extranjero en un planeta extraño.

## Preproducción
Rick Baker pidió a Steven Spielberg un presupuestó de 3 millones de dólares para el material y construyó un prototipo que costó $ 70,000 dólares, lo filmó y envió una copia de la cinta a Steven Spielberg a Túnez, de la cual este quedó maravillado por el realismo que poseía, en esos días John Sayles le envió a Spielberg una copia del guion que a la vez contenía unos tempranos dibujos de la casa y la granja de la familia protagonista, pero había un problema, la película estaba aun sin director y Tobe Hooper aun no tenía respuesta por lo que Spielberg le ofreció a Ron Cobb la dirección de esta, por lo que el artista aceptó, Steven argumentó que la visión de Ron para Night Skies era única, pero Ron no estaba seguro porque nunca había dirigido una película por lo que la única respuesta negativa de Steven Spielberg era: "Consíguete un agente".

## Cancelación y el origen de ET
En una sala de espera, Spielberg y Melissa Mathison leyeron el guion y esta empezó a llorar de compasión por la amistad de Jaybird y Buddy, por lo que Steven Spielberg estaba decidido en cancelar esta película y crear una nueva tomando como base la amistad entre el niño autista y el extraterrestre, justificando que "al realizar Night Skies, estaría perdiendo sus raíces tradicionales mostradas en el cine", mientras tanto Rick Baker  contrato a un equipo de artistas para crear a los otros cuatro extraterrestres. Steven Spielberg y Melissa Mathison se pusieron a trabajar secretamente en un borrador llamado "ET and me" de la cual tomaría elementos de Night Skies pero de una forma más amigable y familiar. 
Por lo que Spielberg al regresar a Estados Unidos en el verano de 1980, canceló inmediatamente Night Skies apagando la motivación de Rick Baker que había trabajado muy duro durante un semestre para sacar adelante la película, debido a que Spielberg argumentó que "los diseños no eran los adecuados y tenían que hacer uno nuevo", esto disgusto también a John Sayles quien le vendió los derechos de la historia de Night Skies a Steven Spielberg para que el proyecto saliera adelante por medio de un acuerdo. Steven Spielberg pensó que su equipo estaría de acuerdo con el cambio del proyecto de ET and me pero Rick Baker por su parte se negó a trabajar con el de nuevo. "Estaba trabajando los fines de semana y largas noches para hacer esto. Luego entra un día y dice algo como, '¿Adivina qué? Ya no voy a hacer esta película '. Me quedé boquiabierto. Mi corazón se salto un latido. Casi me dieron ganas de llorar. Luego dijo: 'Pero voy a hacer otra película que tendrá un extraterrestre, un extraterrestre más lindo, un extraterrestre más agradable, y quiero que comiences a rediseñarlo.". Como afirmó el artista. Spielberg quería que Rick trabajara en ET, pero no quería que siguiera trabajando en Un hombre lobo americano en Londres y tras una fuerte discusión, Steven Spielberg confiscó los diseños de Rick Baker y contrato a Carlo Rambaldi (quien anteriormente había diseñado a los extraterrestres en Encuentros cercanos del tercer tipo), quien se había adueñado de los diseños y en base a ellos creó al muñeco de ET, de la cual Rick Baker lo consideró un plagio de sus creaciones.
Frank Price en aquel entonces el presidente de Columbia tampoco estaba contento con la decisión de ET porque no querían hacer "una película de Walt Disney débil ". En febrero de 1981, Columbia puso en marcha la transición de Night Skies a ET. Sid Sheinberg, un amigo de Spielberg hicieron un acuerdo para comprar el proyecto Night Skies de Columbia, envolviéndoles los tres millones de dólares que se había utilizado hasta ahora para desarrollar el proyecto,  más un trato en el que Columbia retendría el 5% de las ganancias de la película, por lo que en ese año se empezó a trabajar en ET.

## Legado
Aunque Night Skies nunca se realizó durante su etapa de preproducción, no solo ayudó a inspirar a ET, sino también a Poltergeist de Tobe Hooper (quien en algún momento fue contactado por Spielberg para dirigir Night Skies), que nos cuenta la historia de una familia aterrorizada por las fuerzas paranormales en un suburbio de Estados Unidos. Más tarde, Spielberg y Mathison propusieron ET II: Nocturnal Fears, que nos contaría la historia de los primos maliciosos de ET destinados a cazar los de la especie del amigable extraterrestre llegan a la Tierra, mientras la familia de Elliot enfrenta momentos difíciles por el divorcio de sus padres. Pero la secuela se canceló debido a que Spielberg consideró que "Las secuelas son peligrosas porque con ellas arriesgas tu sinceridad como artista"  Mientras tanto, Sayles se refirió al éxito de ET como una libre adaptación The Brother from Another Planet de 1984, que se trata de una versión sociopolítica de un benevolente alienígena varado en la Tierra
Hay otras películas fuera del género de terror como Gremlins tiene el elemento de un ser tierno e inocente en medio de criaturas malévolas similares a duendecillos que provocan extraños accidentes en una zona residencial de la ciudad de Kingstonfalls, al igual que Critters (película basada libremente en el concepto de la historia del encuentro Kelly-Hopkinsville), nos habla de una familia rural estadounidense que enfrenta un peligroso encuentro con alienígenas en busca de carne. 
Signs de M. Night Shyamalan se basa libremente en el guion de Night Skies, donde una familia de granjeros que trata de sobrellevar el fallecimiento de la madre de la familia, presencian como la Tierra es invadida por unos seres provenientes del espacio exterior. La película de terror de 2013 Dark Skies está inspirada fuertemente en el concepto original de Night Skies, que nos cuenta de una familia urbana que está al borde del divorcio en momentos de un gran declive económico, tienen que mantenerse unidos cuando descubren que Jesse, el hijo menor de la familia es el principal objetivo de los grises, entidades extraterrestres que se empeñan a secuestrar al primer ser que los contacto. Sobre todo, Spielberg volvería a trabajar con la temática de extraterrestres en su adaptación de La Guerra de los Mundos, donde usaría el eslogan Watch the skies para promocionar la película.